# دادو
دادو (بالأردوية: دادو)‏ هي مستوطنة، في باكستان، تقع في Dadu District ‏ ، وهي عاصمتها، بلغ عدد سكانها 146,179 نسمة وذلك حسب إحصائيات سنة 2017.